# Ali Hasan Nayfeh
Ali Hasan Nayfeh (Tulkarem, Mandato británico de Palestina, 21 de diciembre de 1933-Amán, Jordania, 27 de marzo de 2017) fue un matemático, ingeniero mecánico y físico palestino-jordano. Es considerado como uno de los investigadores más influyentes en el área de sistemas no lineales aplicados a mecánica e ingeniería. Fue el primer ganador del Premio de Dinámica Thomas K. Caughey, además de ganar la Medalla Benjamin Franklin en ingeniería mecánica. Su trabajo pionero en sistemas no lineales tuvo gran impacto en la construcción y mantenimiento de máquinas y estructuras como barcos, grúas, puentes, rascacielos, motores de reacción, motores cohete, aeronaves y naves espaciales.

## Biografía
Ali Hasan Nayfeh nació el 21 de diciembre de 1933 en el barrio de Shweikeh en Tulkarem, en el Mandato británico de Palestina. Nació en una familia palestina pobre y analfabeta que le animó a conseguir una educación. Trabajó como profesor de matemáticas en varios pueblos y ciudades de Jordania durante diez años, hasta que a los 26 años obtuvo una beca para estudiar en la Universidad Stanford, en Estados Unidos.
Nayfeh obtuvo su título de grado con honores en ingeniería física en 1962, una maestría en 1963 y un doctorado en 1964 en aeronáutica y astronáutica en la Universidad Stanford. Desde 1976, fue catedrático de ingeniería en Virginia Tech. También fue profesor voluntario en la Universidad de Jordania. Fue editor jefe de la revista científica Nonlinear Dynamics y de Journal of Vibration and Control desde 1995 hasta su dimisión en mayo de 2014, poco después de desvelar una red fraudulenta de revisiones por pares.
Recibió doctorados honoris causa de la Universidad Técnica de Marina (Rusia), la Universidad Técnica de Múnich (Alemania) y la Universidad Técnica de Szczecin (Polonia).
Falleció el 27 de marzo de 2017 en Amán, Jordania.

## Contribuciones
En una carrera que se extendió cuatro décadas, hizo contribuciones importantes a varios campos, incluyendo teoría de perturbaciones, oscilaciones no lineales, aerodinámica, mecánica de vuelo, acústica, movimiento de barcos, estabilidad hidrodinámica, ondas no lineales, dinámica estructural, dinámica experimental, control lineal y no lineal, micromecánica, y dinámica de fluidos. Fue autor de más de mil publicaciones, citadas un total de 43364 veces hasta 2017.
Sus contribuciones en mecánica no lineal han tenido impacto en numerosas aplicaciones prácticas en dispositivos, estructuras y sistemas de uso común. Su trabajo pionero en mecánica no lineal, especialmente en el estudio de la estabilidad y la predecibilidad en caos aparente, ha sido adoptada y utilizada por varias industrias de construcción y de mantenimiento de máquinas y estructuras como barcos, grúas, puentes, rascacielos, motores de reacción, motores cohete, aeronaves y naves espaciales.

## Membresías profesionales
Nayfeh era fellow de la American Physical Society, el American Institute of Aeronautics and Astronautics, la American Society of Mechanical Engineers, la Society of Design and Process Science y la American Academy of Mechanics.

## Premios y reconocimientos
Nayfeh recibió el Premio de Literatura Aeroespacial Pendray del American Institute of Aeronautics and Astronautics en 1995, el Premio J. P. Den Hartog de la American Society of Mechanical Engineers en 1997, el Premio Frank J. Maher a la Excelencia en la Educación en Ingeniería en 1997, el Premio Liapunov de la American Society of Mechanical Engineers en 2005, el Premio a la Carrera en Ciencias de la Academia de Ciencia de Virginia en 2005, la Medalla de Oro de Honor de la Academy of Trans-Disciplinary Learning and Advanced Studies en 2007, el Premio de Dinámica Thomas K. Caughey en 2008 y la Medalla Benjamin Franklin en ingeniería mecánica en 2014.

## Publicaciones destacadas
- Ali H. Nayfeh, Dean T. Mook (1979). Nonlinear Oscillations. John Wiley & Sons.
- Ali H. Nayfeh (1993). The Method of Normal Forms. John Wiley & Sons.
- Ali H. Nayfeh (1993). Introduction to Perturbation Techniques. John Wiley & Sons.
- Ali H. Nayfeh, Balakumar Balachandran (1995). Applied Nonlinear Dynamics: Analytical, Computational and Experimental Methods. John Wiley & Sons. Bibcode:1995anda.book.....N.
- Ali H. Nayfeh (2000). Perturbation methods. John Wiley & Sons.
- Ali H. Nayfeh (2000). Nonlinear Interactions: Analytical, Computational, and Experimental Methods. John Wiley & Sons.
- Ali H. Nayfeh, P. Frank Pai (2004). Linear and Nonlinear Structural Mechanics. John Wiley & Sons.